# Nebel (Amrum)
Nebel é um município da Alemanha, localizado no distrito de Nordfriesland, estado de Schleswig-Holstein.

## Geografia e transporte
Até o final de 2006, Nebel foi a sede do Amt Amrum e, como tal, foi o centro administrativo da ilha de Amrum. Süddorf (Öömrang: Sössaarep) e Steenodde (Stianood) são distritos menores de Nebel. A parte ocidental da aldeia é chamada Westerheide.
O Nebel está situado na linha de ônibus de Wittdün para Norddorf. Até 1939, Nebel tinha uma estação ferroviária da ilha de Amrum. Em Steenodde, há um pequeno porto.

## História
Nebel foi presumivelmente fundada no início do século 16. Acredita-se que o nome é derivado das palavras nei e bel, onde o primeiro significa "novo" e o segundo é baseado no antigo termo dinamarquês boli, "assentamento" (conferir Niebüll e Nieblum).

A igreja de São Clemente foi construída em 1236 e estava entre as aldeias de Norddorf e Süddorf antes da fundação de Nebel.